# 6802 Černovice
6802 Cernovice è un asteroide della fascia principale. Scoperto nel 1995, presenta un'orbita caratterizzata da un semiasse maggiore pari a 3,0527860 UA e da un'eccentricità di 0,2483618, inclinata di 2,10033° rispetto all'eclittica.